# 폴 그레이엄
폴 그레이엄(Paul Graham, 1964년 11월 13일 ~ )은 프로그래머이자, 벤처 기업 투자가, 수필가이다. 리스프에 대한 그의 작업으로 유명하고, 지금은 야후! 스토어가 된 비아웹을 공동 창업한 것으로도 유명하다. 그 밖에 해커와 화가(2004)라는 수필집을 저술하였으며, 초기 투자 자금을 운용하는 회사인 와이 콤비네이터(Y Combinator)를 공동 창업(2005)하기도 했다. 가장 최근에는 해커 뉴스(Hacker News)를 론칭했다.

## 같이 보기
- 와이 콤비네이터